# Bombdåden i Jakarta 2009
Bombdåden i Jakarta 2009 inträffade den 17 juli 2009 vid hotellen JW Marriott och Ritz-Carlton i Setiabudi i Jakarta i Indonesien. Minst nio personer omkom, och islamiströrelsen Jemaah Islamiyah misstänktes tidigt.

### Fotnoter
1. ↑  ”Unexploded bomb found after Jakarta hotel bombings kill at least 9” (på engelska). Sydney Morning Herald. 17 juli 2009. http://www.smh.com.au/world/unexploded-bomb-found-after-jakarta-hotel-bombings-kill-at-least--9-20090717-dnkd. Läst 13 oktober 2015.
2. ↑  ”Blodiga bombdåd vid hotell i Jakarta”. Svenska Dagbladet. 17 juli 2009. http://www.svd.se/blodiga-bombdad-vid-hotell-i-jakarta. Läst 13 oktober 2015.